# Marion King Hubbert
Marion King Hubbert (5. října 1903 – 11. října 1989) byl geolog, který pracoval ve výzkumných laboratořích společnosti Shell v Houstonu v Texasu. V oblasti geologie a geofyziky publikoval několik významných příspěvků, nejznámějším z nich je Hubbertova teorie ropného vrcholu, který měl silné politické dopady. V citacích se lze setkat většinou s jeho jménem zkráceným na King Hubbert nebo M. King Hubbert.

## Život
Hubbert se narodil v San Sabě v Texasu. Prošel Chicagskou Univerzitou, kde v roce 1926 získal titul B.S., titul M.S. v roce 1928 a titul Ph.D. v roce 1937. Studoval zde geologii, matematiku a fyziku. Pro Amerada Petroleum Company pracoval dva roky jako geolog-asistent a během této doby obdržel titul Ph.D. V roce 1943 vstoupil do Shell Oil Company, kde setrval až do roku 1964. Po odchodu z Shellu začal pracovat jako vrchní geofyzik USGS (United States Geological Survey – Geologický průzkum Spojených států), kde zůstal až do důchodu v roce 1976. Zastával také pozici profesora geologie a geofyziky na Stanfordově univerzitě od roku 1963 do roku 1968 a profesora na University of California v Berkeley od 1973 do 1976. V roce 1962 byl prezidentem Geological Society of America.

### Teorie ropného vrcholu

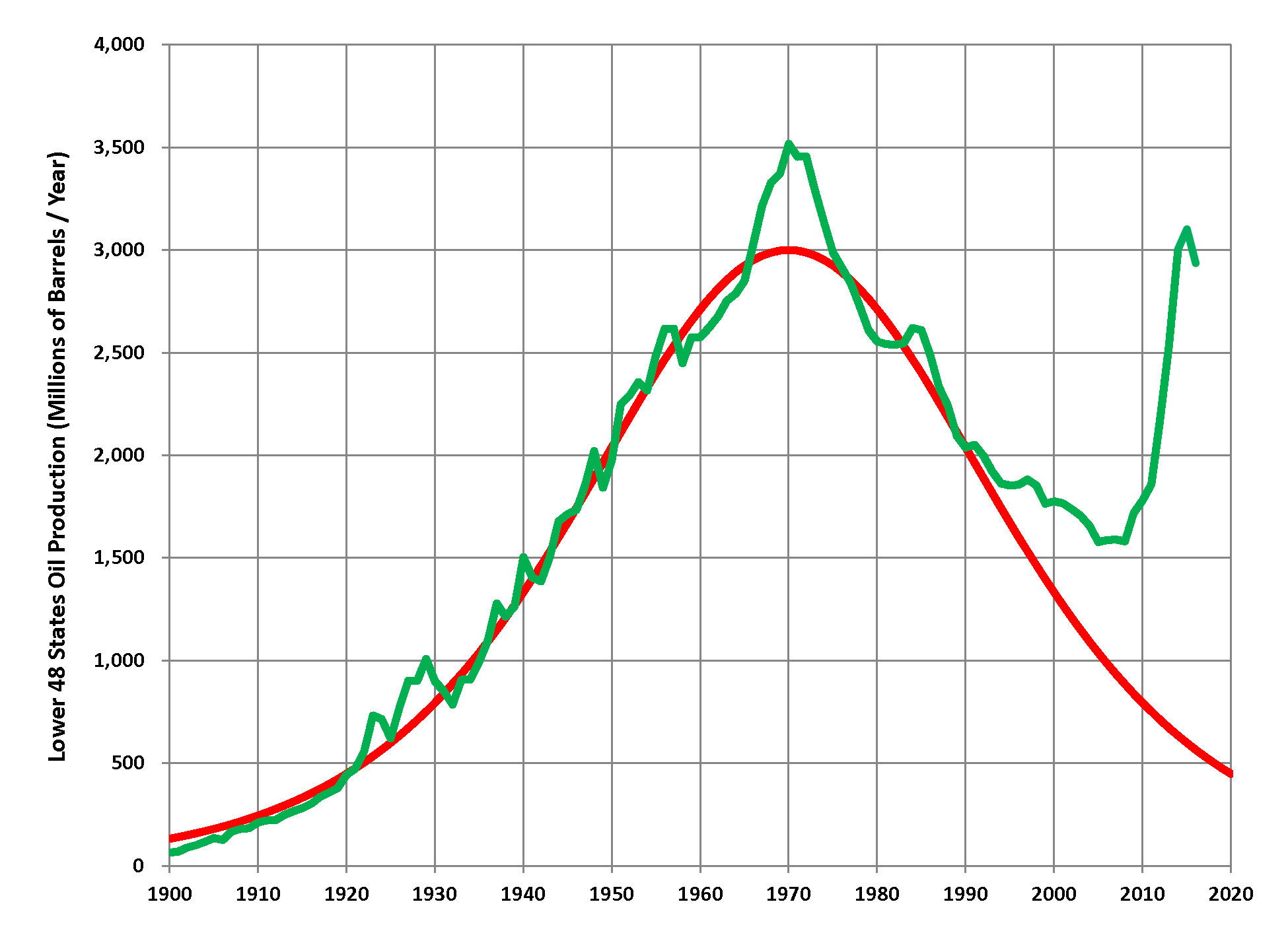
Produkce surové ropy v kontinentální části Spojených států a Hubbertův odhad (červeně).

V druhé polovině 50. let publikoval svou teorii ropného vrcholu (teorii o tom, že těžba ropy v rámci jak jednotlivého ropného pole, naleziště, státu, zemského regionu i v rámci celého světa opisuje křivku logistické funkce a má své období růstu, svůj vrchol a období poklesu). Tato teorie se ale v době vydání setkala pouze s ignorací, popřípadě výsměchem – ve Spojených státech těžba ropy stoupala každým rokem, navíc začaly produkovat některá tehdy nově objevená velká ropná pole Blízkého východu. O něco později King předpověděl, že ropná produkce Spojených států bude kulminovat na začátku 70. let 20. století a svou teorii i rozšířil na možná řešení, jak ropný vrchol co nejvíce pozdržet a tuto surovinu využívat se znalostí jejího budoucího nedostatku. Pozornost mu začala byla věnována až v polovině 70. let, několik let poté, co se jeho teorie dočasně potvrdila.